# Ronald Wulff
Ronald Alfred Anton Wulff (* 25. Januar 1945) ist ein deutscher Sportfunktionär und Unternehmer.

## Leben
Wulff spielte Fußball bei den Vereinen FTSV Komet Blankenese, Rasensport Harburg und Wilhelmsburg 09. Er war Mäzen des TSV Hohenhorst, dann lange des Barsbütteler SV und gab für die damals in der Landesliga antretende Fußballmannschaft des Vereins 1990 die Oberliga als Ziel aus. Dieses wurde erreicht. Im Frühjahr 1995 erwog Wulff nach Unruhe rund um die Personalie Bert Ehm das Ende seiner Tätigkeit in Barsbüttel, brachte sich dann aber weiterhin ein.
Im Dezember 1992 wurde er als Nachfolger des zurückgetretenen Hans Manhard Gerber Schatzmeister des Hamburger SV (HSV), dessen Mitglied er bereits seit 1983 war und dessen Heimspiel er seit 1955 besuchte. 1993 wurde er HSV-Präsident. Er trat dabei die Nachfolge von Jürgen Hunke an. Im März 1995 wurden Vorwürfe des HSV-Schatzmeisters Gerhard Flomm an Wulffs Amtsführung wie Abwesenheit bei wichtigen Entscheidungen, Unentschlossenheit in der Besetzung des Manager-Postens sowie als unangemessen eingestufte Kritik an der HSV-Marketing AG öffentlich. Wulff setzte sich zur Wehr und lehnte im März 1995 einen Rücktritt ab. Im Frühling und Frühsommer 1995 formierte sich verstärkt deutlicher Widerstand gegen Wulff, unter anderem weil dieser trotz schwieriger Lage der HSV-Mannschaft in den Urlaub fuhr. Aufgrund von Drohungen gegen seine Person blieb Wulff dem letzten HSV-Heimspiel der Saison 1994/95 fern. Er gab sein Amt Anfang Oktober 1995 vorzeitig auf, abgelöst wurde er von Uwe Seeler. Wulffs Präsidentschaft beim HSV wurde durch sportlichen Misserfolg geprägt. Er selbst nahm für sich in Anspruch, dass der Verein unter seiner Leitung „seine erfolgreichste Zeit“ hatte. Laut Bilanz des Geschäftsjahres 1994/95 übergab Wulff einen wirtschaftlich gesunden Verein an Seeler.
2000 wurde er Mitglied des HSV-Aufsichtsrats und gehörte diesem bis 2011 an. Von 2002 bis 2003 war er nach dem Abgang von Werner Hackmann noch einmal kommissarisch als Vorstandsvorsitzender tätig.
Wulff lernte Zahntechniker und machte sich als solcher 1973 selbständig. Er betreibt ein Dentallabor und eine Gebäudereinigungsfirma. Mit Segelbooten überquerte er mehrmals den Atlantischen Ozean, er begann 1964 mit diesem Sport. Tennis spielte er beim TC Sachsenwald.